# Императрица Ваньжун
Гобуло Ваньжун (также Вань Жун; кит. 婉容皇后; 13 ноября 1906, Пекин — 20 июня 1946, Яньцзи) — последняя императрица Китая из династии Цин (1922—1924); императрица Маньчжоу-Го (1934—1945). Даурка по этнической принадлежности.

## Ранние годы
Гобуло Ваньжун была дочерью министра внутренних дел цинского правительства и главы одного из самых богатых кланов Маньчжурии. Она обучалась в американской миссионерской школе в Тяньцзине, получив христианское имя Элизабет.
В возрасте 17 лет Вань Жун была выбрана по фотографии в качестве будущей жены императора Сюаньтуна (Пу И) и переехала в Запретный город. Их свадьба состоялась, когда Пу И достиг совершеннолетия. Несмотря на то, что император принял невесту, он никогда не любил её, предпочитая супруге наложницу Вэнь Сю.
Брак Пу И и Вань Жун был бездетным. Более того, некоторые историки полагают, что между ними вообще не было сексуальной близости. Учитывая то, что от последующих пяти супруг Пу И также не имел детей, велика вероятность того, что он был бесплоден. Более того, когда Пу И жил в Чанчуне как марионеточный император Маньчжоу-Го, ходили слухи о его увлечениях молодыми мальчиками.
Ещё в подростковом возрасте Вань Жун стала употреблять опиум, следуя моде того времени: курение опиума среди китайских девушек аристократического происхождения было обычным явлением.
В 1924 году молодые император и императрица, вынужденные бежать из Запретного города, переехали в Тяньцзинь, где обосновались под защитой японской концессии. Здесь отношения супругов ухудшились ещё в большей степени. Вань Жун относилась к мужу с презрением. Известно, что у неё был роман с японской разведчицей китайского происхождения Ёсико Кавасимой, которая была известна своими лесбийскими наклонностями.

## Маньчжоу-го
В марте 1932 года Пу И, получивший со стороны японских властей предложение возглавить новообразованное маньчжурское государство Маньчжоу-Го, переехал с супругой в Чанчунь, переименованный в Синьцзин. Дворец, в котором стала жить императорская семья, был построен русскими. Отношения между Вань Жун и Пу И оставались напряженными: императрица жила в отдельной комнате, редко трапезничала вместе с мужем и уделяла ему крайне мало внимания. Даже после переезда в новый роскошный дворец, построенный специально для императорской четы, Вань Жун продолжала спать в отдельном помещении. В этот момент её увлечение опиумом достигло своего предела: императрица принимала около двух граммов опиума в день — огромное количество — в период между июлем 1938 года и июлем 1939 года.
Ходили слухи, что в 1940 году императрица забеременела от своего личного водителя. Тогда, согласно легенде, Пу И предложил водителю деньги в обмен на отъезд из Синьцзина, а девочку, рождённую Вань Жун, приказал убить путём смертельной инъекции. Существует также версия, согласно которой император бросил ребёнка в огонь.

## Арест и смерть
При эвакуации из Маньчжоу-Го во время Советско-японской войны в 1945 году Пу И не позаботился о спасении супруги и одной из своих наложниц, сославшись на то, что советские солдаты вряд ли тронут их во время оккупации. Тогда Вань Жун, жена её деверя Сага Хиро и ещё несколько человек попытались бежать в Корею, но в пути были арестованы китайскими коммунистами в январе 1946 года. В апреле вся группа беженцев была переведена в полицейский участок в городе Чанчунь, а впоследствии в Цзилинь. Во время бомбардировок последнего войсками Чан Кайши арестантов переправили в тюрьму города Яньцзи.
Бывшая императрица Вань Жун умерла в тюрьме Яньцзи в июне 1946 года от недоедания и последствий злоупотребления опиумом в возрасте 39 лет.
В октябре 2006 года младший брат Вань Жун организовал перезахоронение останков сестры в Западной гробнице Цин, где покоятся также императоры Юнчжэн, Цзяцин, Даогуан и Гуансюй.

## В культуре
- Фильм «Последний император» (1987). В роли Ваньжун — Джоан Чэнь.